# Denha II
Denha II, noto anche con il nome di Dinkha (... – 1381/1382), è stato un vescovo cristiano orientale siro, patriarca della Chiesa d'Oriente dal 1336/7 al 1381/2.

## Biografia
Di questo patriarca della Chiesa d'Oriente non esiste alcuna biografia coeva. Il suo patriarcato è comunque attestato storicamente, grazie ad alcune fonti della sua epoca.
Il Libro dell'ape di Salomone di Akhlât contiene una lista di patriarchi nestoriani, che originariamente si fermava al 1222 con la morte di Yab-Alaha II, ma che fu poi continuata da un autore del XV secolo fino alla sua epoca. In questa lista, i patriarchi del XIV e XV secolo si susseguono in questo modo: Timoteo, Denha, Simone (Shemʿon), Elia e Simone. Questa è l'unica fonte che colloca specificatamente Denha come successore diretto di Timoteo II.
Il colophon di un manoscritto siriaco, conservato al Selly Oak Colleges Library di Birmingham, riferisce che Denha fu consacrato nel 1336/7 e morì nel 1381/2. Il colophon di un altro manoscritto, conservato nel patriarcato greco-ortodosso di Gerusalemme, conferma che Denha, espressamente indicato come successore di Timoteo, era ancora vivo il 16 agosto 1380. Queste informazioni conferirebbero perciò a Denha un regno insolitamente lungo.
Il patriarca Denha è ancora menzionato diverse volte nella continuazione della cronaca di Barebreo, tra il 1358 e il 1364, dalla quale si evince che aveva posto la sede del suo patriarcato nel villaggio di Karamlesh, a circa 30 km a sud-est di Mosul. La stessa cronaca riferisce dei buoni rapporti del patriarca con i rappresentanti della Chiesa ortodossa siriaca.
Secondo Wilmshurst, Denha potrebbe essere stato l'ultimo patriarca nestoriano ad essere consacrato nella cattedrale di Mar Mari a Koké, sul sito che un tempo si chiamava Seleucia-Ctesifonte, ma che in epoca araba divenne al-Mada'in.

## Cronologia
Poche sono le notizie e le informazioni sui patriarchi della Chiesa d'Oriente del XIV e XV secolo, e le stesse liste patriarcali classiche non sempre sono uniformi, poiché introducono nomi di patriarchi dubbi. Alcune liste distinguono due vescovi di nome Denha (o Dinkha) nel XIV secolo, Denha/Dinkha II e Denha/Dinkha III. Questa distinzione ha portato l'ultimo patriarca con questo nome a chiamarsi Dinkha IV (1976-2015), anche se un Denha/Dinkha III non è mai esistito.
Altre liste invece, pongono un solo patriarca di nome Denha/Dinkha, ma fanno terminare il suo patriarcato nel 1364. Ma poiché Denha II era ancora vivo nel 1380, alcuni autori pongono dubbi sull'esistenza di due patriarchi di nome Simone (Shimun II e Shimun III) tra Denha II e Elia IV.